# Transit

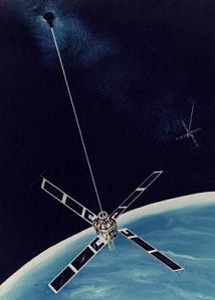
Ilustrace družice systému Transit typu Oscar na oběžné dráze (obrázek USAF)

Transit, někdy také NAVSAT (Navy Navigation Satellite System), byl historicky první družicový polohový systém provozovaný mezi léty 1964–1996 námořnictvem Spojených států, s jehož pomocí bylo možno určit polohu s přesností prvních stovek metrů a přesný čas kdekoliv na Zemi.
Přesnost systému byla později zvyšována až na desítky metrů a byl uvolněn i pro civilní uživatele.

## Historie

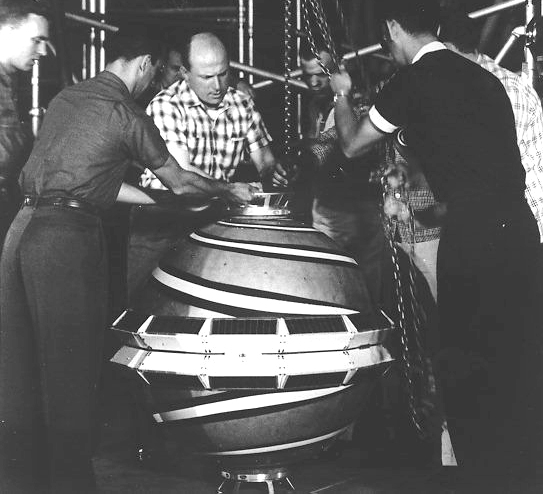
První prototyp družice Transit 1A, která však selhala při startu (fotografie USAF)

Před vznikem systému Transit, zde byl již existující regionální polohový rádiový systém LORAN (vhodný pro letectvo a pobřežní námořnictvo), který využíval pozemní vysílače a v podstatě navazoval na lokální britský systém GEE užívaný již za druhé světové války.
Myšlenka umístit vysílače na oběžnou dráhu země vznikla v laboratořích aplikované fyziky (APL) při Univerzitě Johnse Hopkinse. Postgraduální studenti George Weiffenbach a William Guier se v disertační práci zabývali spektrografií elektromagnetického vlnění v oblasti mikrovln. Díky tomu měli k dispozici přístroje a zkušenosti s radiotechnikou, v blízkosti laboratoří byla dostupná frekvenční a časová základna. A proto byli několik dnů po vypuštění první umělé družice Sputnik 1 4. října 1957 schopni lokalizovat její orbit prostřednictvím zjištění Dopplerova posunu z jejich rádiových signálů. Vysílání družice Sputnik bylo přijímáno na frekvenci 20 MHz ±1 kHz, následný Sputnik 2 pak už na obou vysílaných frekvencích, což umožňovalo vyloučit atmosférickou refrakci.
Krátce nato Frank McFlure, vedoucí výzkumného centra APL, postuloval myšlenku, že pokud by pozice umělých družic byly předvídatelné, na principu Dopplerova posunu by bylo též možno lokalizovat přijímač na povrchu Země. Tak mohla postupně vzniknout představa a základní kostra globálního družicového polohového systému: několik družic na polárních dráhách, vysílající signál na dvou stabilních frekvencích (odstranění ionosférické a troposférické refrakce) společně kódovanými daty o dráze družice. Pozemní přijímač s všesměrovou anténou a počítačem provedený numerický výpočet polohy, zasílání aktuálních dat k družici o jejích orbitech měla zajišťovat vysílací stanice.
Brzy na to v roce 1958 byl rozběhnut výzkum placený ARPA (Advanced Research Projects Agency), který vedl Richard Kershner na APL. V roce 1960 převzalo podporu projektu námořnictvo USA jako součást vhodnou pro jejich námořní navigační systém.
Mezi léty 1959 až 1964 byl projektován a vytvořen projekt GNSS, vypuštěno 8 výzkumných a 15 navigačních družic, připravena celosvětová síť pro sledování družic, odvozen model gravitačního pole země důležitý k predikci orbitu družic na 12 hodin dopředu a vyvinut byl software a příslušenství pro výpočet polohy.
Pět let po spuštění projektu, vývoje a testů byl v roce 1964 zaveden do služby jako součást navigace ponorek a lodí. V létě 1967 viceprezident Hubert Humphrey ohlásil otevření systému Transit pro státy blízké USA počítající i s komerčním využitím např. na civilních lodích a letadlech.
V srpnu 1988 byla vypuštěna poslední družice a podpora systému byla ukončena 31. prosince 1996, kdy byl již překonaný novým systémem v plném provozu NAVSTAR GPS.
Vysílání sedmi funkčních družic (Oscar 23, 25, 27, 29, 30, 32, Nova 2) na orbitech bylo dále využíváno k monitorování ionosféry v programu Navy Ionospheric Monitoring System (NIMS). Tři z nich byly ještě v roce 2008 pravděpodobně v provozu.

## Struktura systému
Celý systém Transit lze rozdělit do 3 segmentů:
- kosmický
- řídící
- uživatelský

### Kosmický segment
| Blok                                      | Období    | Vypuštěno | Aktivní |
| ----------------------------------------- | --------- | --------- | ------- |
| experimenty                               | 1959–1961 | 5+21      | 0       |
| prototypy Oscar                           | 1962–1964 | 3+41      | 0       |
| Oscar                                     | 1964–1988 | 22+31     | 0       |
| Triad (prototypy Nova)                    | 1972–1976 | 3         | 0       |
| Nova                                      | 1981–1988 | 3         | 0       |
| Celkem                                    | Celkem    | 36+91     | 0       |
| 1ztracena při startu nebo selhalo oživení |           |           |         |

Kosmický segment byl projektován na 3+3 družice, tj. 3 aktivní ve vysílání, další 3 jako záloha na oběžné dráze.
Družice dodnes obíhají ve výšce 1 100 km nad povrchem Země na 3 kruhových polárních drahách se sklonem 67°, dráhy jsou vzájemně posunuty o 120°.
Váží asi 50–120 kg a na nízké oběžné dráze (LEO, Low Earth Orbit) se pohybují rychlostí 7,3 km/s, s dobou oběhu kolem Země 1h 46min. Dnes už zřejmě žádná nemá funkční palubní výbavu, ale díky umístění relativně stabilním orbitu na LEO shoří až za několik stovek let v atmosféře.
Klíčové části družic Transit jsou:
- řídící jednotka
- oscilátorem jako základnu pro vysílání signálu
- automatický systém kontroly teploty a prostorové stabilizace
- antény pro vysílání signálu
- antény pro komunikaci s pozemními kontrolními stanicemi a pro telemetrická data[9][10]
- solární panely a baterie (nebo nukleární pohon) jako zdroj energie, které musely zvládat až 35 minut provozu ve stínu z 107 minutového oběhu. Tento rytmus po dobu čtyř měsíců dvakrát v roce.[11]

Družice vysílaly dvě minuty dlouhé časové značky určenou pro synchronizaci chronometrů a zároveň využívanou pro zjištění polohy. Vysílání bylo na dvou frekvencích UHF za účelem eliminace ionosférické a troposférické refrakce:
- 150 MHz (~149,99 MHz)
- 400 MHz (~399,97 MHz)

Bloky použitých družic:

#### Experimentální

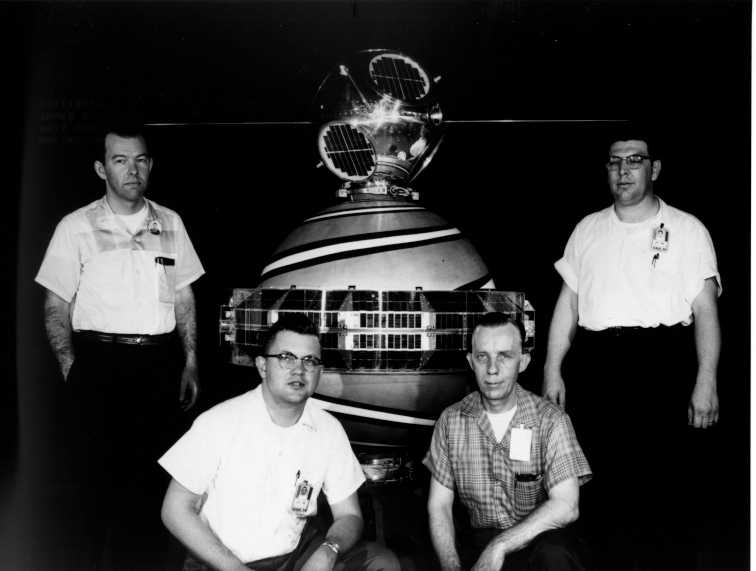
Experimentální družice Transit 2A se svrchu připojenou družicí GRAB 1 v hangáru AA NASA, 29. května 1960 (obrázek USAF)

Tyto družice měly ověřit zda předpoklady o konstrukci jsou správné a reálné. Jejich hmotnosti byly od 80 do 120 kg, jako zdroj energie používaly solární panely. První družice Transit 1A byla rotačně stabilizovaná ve tvaru koule, avšak byla ztracena při startu. Další Transit 1B už měl vysílač na více frekvencích (54, 162, 216, 324, 920 MHz), novou stabilizaci založenou na gravitačním gradientu a životnost 89dní.
Při vypouštění Transit 2A byla testována možnost vypouštění více družic z jedné nosné rakety maketou Lofti 1, v provozu byla 2 roky. Plánovaná družice Transit 2B nebyla nakonec vyrobena.
Družice Transit 3A selhala při startu.
Transit 3B měl operační paměť o kapacitě 384 bitů, jejíž obsah vysílala fázovou modulaci signálu ±60°.
Družice 4A a 4B už byly válcového tvaru a vysílaly na 2 frekvencích k potlačení chyb ohybem šíření. Měly místo solárních panelů nukleární pohon. Z jejich měření byl vytvořen první model gravitačního pole země.

#### Prototypy
Prototypy byly přípravou pro sériovou výrobu s hmotností od 55 do 75 kg. Družice Transit 5A-1, která měla první autorizaci odesilatele povelů z pozemního vysílače a Transit 5A-2 nebyly na orbitu oživeny. Až oživení Transit 5A-3 se zdařilo a podílel se na mapování gravitačního pole.
Další družice Transit 5C-1, která byla obdobou 5A-1, pracovala úspěšně více než jeden rok.
Na družicích Transit 5BN-1, 5BN-2, 5BN-3 byly opět použity nukleární zdroje energie, pro vyšší cenu v sériové výrobě nakonec nevyužité. Transit 5BN-1 měla potíž se stabilizací, což snížilo intenzitu signálu a možnost příjmu na Zemi, 5BN-2 byla později nasazena v ostrém provozu a 5BN-3 ztracena při startu.

#### Oscar

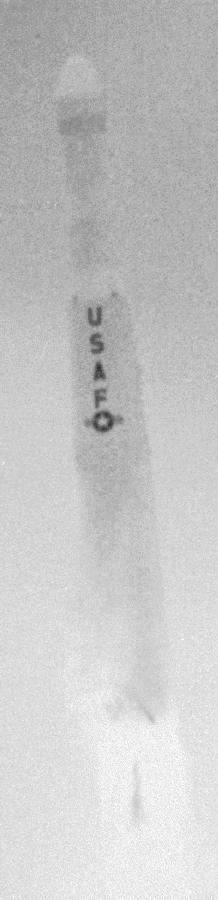
Start družice Oskar 4, 24. června 1965 (fotografie USAF)

Série Oskar byly operační družice založené na Transit 5C-1 o hmotnostech 50−60 kg.
První sériová komerční výroba pěti družic byla kazová a v provozu byly jen několik dní. Po obměně klíčových zařízení v další pěti již vyrobených družicích byla operační doba prodloužena na 7 až 11 měsíců. Dále se objevili problémy s šednutím solárních panelů na orbitu. Ale od družic Oscar 13 po Oscar 20 byla již životnost více než 20 let.
Proto nebyly čtyři družice vyrobeny vůbec z původně plánovaných 32, další tři byly přepracovány na jiný výzkumný účel (Wideband, HILAT, Polar Bear) a jedna byla doplněna přídavnými zařízeními nesouvisející s projektem Transit (Transat).
Posledních 8 družic Oscar bylo vypouštěno po dvojicích pro snížení nákladů. Typická životnost se pohybovala mezi 10 a 21 lety.

#### Prototypy Triad
Tři prototypy Triad o hmotnosti 95 kg měly ověřit novou koncepci návrhu družic v projektu TIP (Transit Improvement Program) pro pozdější sérii Nova.
V zájmu byla odolnost proti kosmické radiaci, zvýšení výkonu vysílačů. Nový počítač umožnil programovatelnost a 64 kB operační paměti.
Systém stabilizace družice DISCOS (Distubance Compensation System) měl umožnit autonomní provoz 5 dnů bez spojení s vysílačem řídícího střediska. Ukázalo se však, že použitelná predikce orbitu může být až 60 dní.
Protože vlivem nízkého orbitu měnila družice svou nominální dráhu, měl být nově vybavena vlastním pohonem pro její korekci.
Protože družice Triad 1 po dvou měsících selhala, byly v dalších Triad 2 a 3 všechny systémy redundantní.
95kg

#### Nova
Tři družice Nova o hmotnosti 170kg byly výsledkem vývoje Triadu. Protože typická životnost první trojice se pohybovala mezi 8 a 9 lety, dosloužily dříve než konstrukčně ověřené Oscary.

### Řídící a kontrolní segment
Transit řídil NAVSOC (The Naval Satellite Operations Center), ve kterém pracovalo z počátku 250 na konci 150 zaměstnanců. Skládal z několika částí:

- velitelství - Point Mugu, Kalifornie v USA.
- Laguna Peak: poblíž velitelství podporující Ultrahigh-frequency (UHF), Space Ground Link System (SGLS), Telemetry Tracking and Command (TT&C)
- pracoviště Alfa: Prospect Harbor, Maine v USA, podporující UHF, SGLS a extremly-high-frekvency (EHF)
- pracoviště Bravo: University of Minnesota in Rosemount
- pracoviště Charlie: od roku 1993 Finegayan na ostrově Guam, podporuje TT&C, EHF.
- pracoviště Delta: od roku 1988 Falcon Air Force Base v Colorado springs, Colorado sloužící jako záložní velitelství

Klíčovým úkolem NAVSOC byla predikce orbitu družic a korekce palubních hodin na 12 hodin dopředu, protože vysílací stanice k družicím byla pouze na území USA. Predikce byla závislá na vhodném modelu země a jejího gravitačního pole. Na počátku v létech 1963-1966 byla přesnost predikce 100-150 metrů, následně díky získání nových znalostí o Zemi 75-110 metrů. Od roku 1968 do 1975 15-20 metrů a po roce 1975 zavedením finálního WGS 1972 5-10 metrů.

### Uživatelský segment
Původní objednatel systému a uživatel bylo armádní námořnictvo, která ho používala především:
- lokalizace plavidel na moři (např. ponorky nesoucí balistické jaderné střely UGM-27 Polaris), posléze i letadla
- hydrografický a geodetický výzkum
- přesný čas (<5×10−2s)

Civilní uživatelé se připojili po částečném otevření systému v roce 1967 a na vrcholu popularity jich bylo na 80 000. Jednalo se zejména:
- civilní námořní a letecké doprava
- geologie a geofyzika (např. průzkum surovinových zásob)
- geodézie (např. WGS 1970, WGS 1984)
- přesný čas

V době vývoje Transitu neexistoval žádný počítač, který by byl schopný dekódovat pozici z družic Transitu a současně být tak malý, aby se objemově i hmotnostně vešel do ponorek, do kterých byl tento navigační systém zamýšlen. Musel proto spolu s ním být vyvinut nový počítač. I tak dekódování pozice trvalo asi čtvrt hodiny. Počítač pro dekódování signálů Transitu dostal označení AN/UYK-1. Jeho procesor neuměl odečítat, násobit nebo dělit, uměl však bitové posuny, test přetečení a sčítání. Komunikace probíhala pouze od družic k uživateli, přijímač byl tedy pasivní.
Cena civilního přístroje od uvolnění v roce 1967 byla řádově 25 000 USD, postupně však klesala na 1 000 USD.

## Určování polohy a času
Dopplerův efekt způsobil zkrácení period nosné vlny, pokud se družice přibližovala a její prodloužení pokud se od něj vzdalovala na frekvenci 400 MHz až o ±9,8 kHz.

### Přesnost a dostupnost měření
Dostupnost systému během dne byla závislá na počtu družic a dlouhodobé stabilitě jejich orbitu. Průměrná délka dostupnosti družicového signálu byla 30 minut a následovalo až 4 až 8 (maximálně 24) hodin čekání na další družici. Protože družice Oscar nebyly po umístění na orbit samy schopny oprav své dráhy, jejich drobné mutace drah narůstaly a dlouhodobě deformovaly symetrii projektovaných drah.
Z jednoho měření k jedné družici bylo možno určit pouze dvojrozměrnou pozici na povrchu referenčního elipsoidu.
Počáteční přesnost experimentálních družic byla 1 km za 24 hodin observace při známých orbitech a až 2 km při predikovaných orbitech. Pokud byla data postprocesně zpracována z několika stanic, mohla být přesnost okolo 10 metrů.
Klíčové chyby v měření byly:
- nedokonalé geodetické základy o Zemi (tvar a velikost země, rozložení gravitačního pole). Problém řešila síť 13 monitorovacích TRANET (Transit Network) rozmístěných po celé zemi, která již postihla zploštění na pólech, nesymetričnost severní a jižní polokoule.
- vliv ionosférické a troposférické refrakční korekce. Závisel na elevačním úhlu družice, jeho velikost na denním a ročním období, sluneční periodě, počasí.

V roce 1963 byla dosažitelná přesnost již 100m, po roce 1967 od 25 do 100 metrů.